# Warwara Alexandrowna Popowa
Warwara Alexandrowna Popowa (russisch Варвара Александровна Попова; * 17. Dezember 1899 in Samara, Russisches Kaiserreich; † 31. Oktober 1988 in Moskau) war eine sowjetische Theater- und Film-Schauspielerin.

## Leben und Leistungen
Popowa spielte von 1921 bis 1956 am Wachtangow-Theater. Während dieser Zeit setzte sie sich für ihren Kollegen Boris Sachawa ein, der sich mehrerer Intrigen ausgesetzt sah.
Popowas Filmlaufbahn begann 1925 mit Его призыв (Jego prisyw), jedoch war sie erst ab den 60er Jahren dank ihrer Rollen in drei Märchenfilmen Alexander Rous sowie in den Dostojewski-Adaptionen Böse Anekdote und Die Brüder Karamasow auch einem internationalen Publikum präsent. Popowa trat in 27 Kinofilmen auf, ausschließlich in Nebenrollen. Außerdem sprach sie im Zeichentrickfilm Die Schneekönigin die Rolle der Großmutter. Für die russischsprachige Fassung von Die kleinen Füchse synchronisierte sie Patricia Collinge. Ihre letzte Rolle spielte Popowa 1975 in Konstantin Brombergs Fernsehfilm У меня есть лев (U menja jest lew).
Warwara Popowa starb wenige Wochen vor ihrem 89. Geburtstag und wurde auf dem Wwedenskoje-Friedhof beigesetzt.

## Filmografie (Auswahl)
- 1937: Das Mädchen ohne Mitgift (Bespridanniza)
- 1964: Väterchen Frost / Abenteuer im Zauberwald (Morosko)
- 1966: Böse Anekdote (Skwerny anekdot)
- 1969: Die Brüder Karamasow (Bratja Karamasowy)
- 1970: Der Direktor (Direktor)
- 1970: Die schöne Warwara (Warwara-Krassa, dlinnaja kossa)
- 1973: Der Hirsch mit dem goldenen Geweih (Solotyje roga)